# Woodend (Northamptonshire)
Woodend est une paroisse civile et un village du Northamptonshire, en Angleterre.